# Iniistius auropunctatus
Iniistius auropunctatus är en fiskart som beskrevs av Randall, Earle och Robertson 2002. Iniistius auropunctatus ingår i släktet Iniistius och familjen läppfiskar. IUCN kategoriserar arten globalt som livskraftig. Inga underarter finns listade i Catalogue of Life.